# Cuirasatul japonez Kongo
Kongō (金剛/Indestructibilul) a fost un cuirasat al Marinei Imperiale Japoneze, prima navă din clasa sa. La data construirii sale, a fost una din cele mai înarmate nave din lume. A fost construit de Vickers Shipbuilding Company de către inginerul George Thurston și a fost lansat la apă în Marea Britanie în anul 1911.

## Caracteristici
Armament:
- 8 tunuri 356 mm
- 16 tunuri de 152 mm
- 8 tunuri de 76 mm
- 122 tunuri automate antiaeriene de 25 mm
- 8 tuburi lansatoare de torpilă

Blindaj:
- punte: 58–38 mm, mai târziu 101 mm
- centură: 200-280 mm

## Istoric
În anul 1929 cuirasatul Kongō a fost reconstruit ca și cuirasat, primind blindaj suplimentar și propulsie mai puternică.
În 1935 suprastructura sa a fost complet reconstruită, viteza mărită și a fost echipat cu catapulte de lansare pentru hidroavioane. Kongō a fost reclasificat ca și cuirasat rapid și trimis să însoțească flota de portavioane în continuă creștere a Japoniei.
Kongō a participat în mai multe acțiuni militare:
- Bătălia de la Midway
- Campania din Guadalcanal
- Bătălia din Marea Filipinelor
- Bătălia din Golful Leyte în care a fost scufundat de submarinul USS Sealion II când traversa strâmtoarea Formosa la 21 noiembrie 1944.

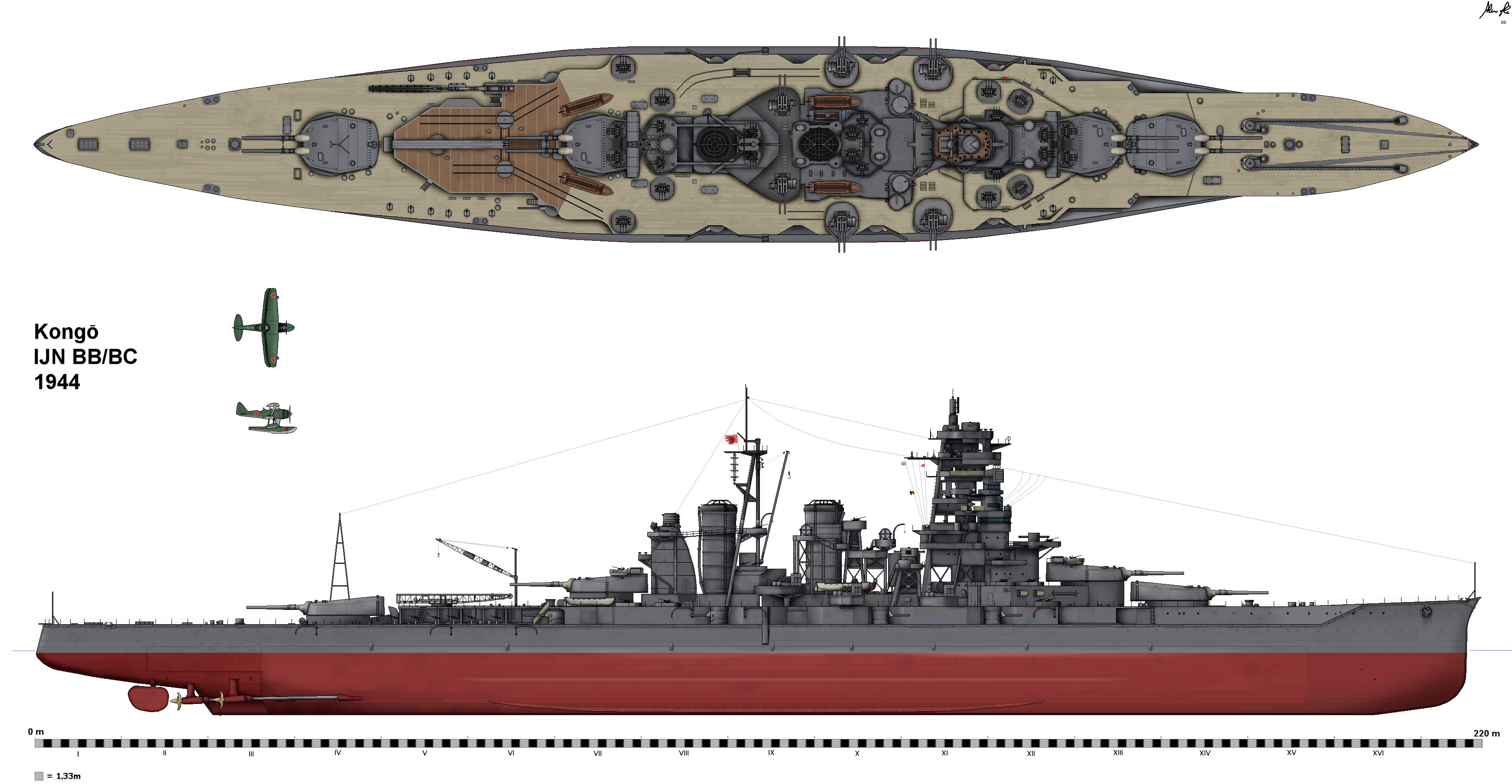
Kongō cu dotările din 1944